# Kreuzwegstation Unterlaa

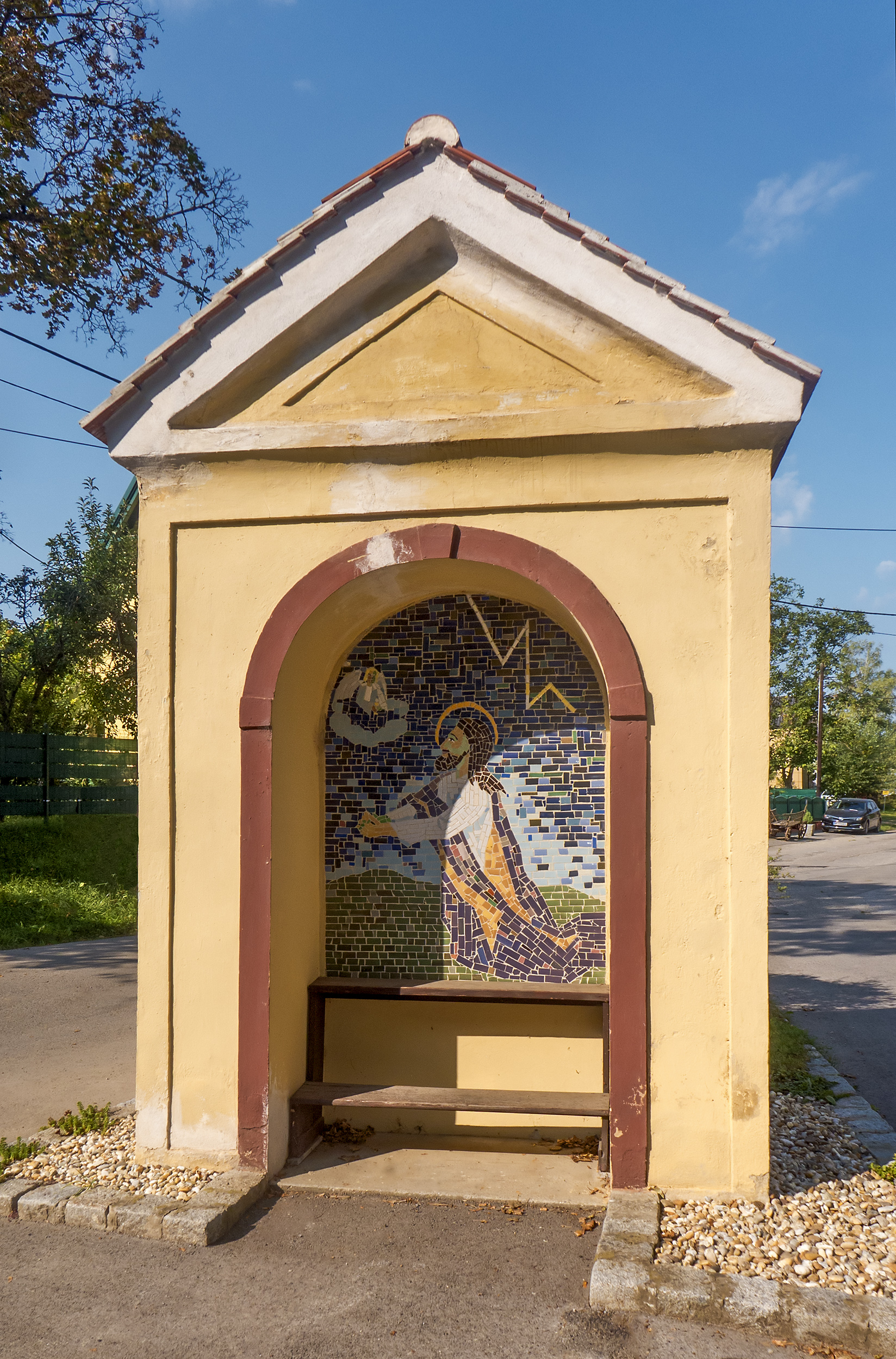
Kreuzwegstation in Unterlaa

Die Kreuzwegstation in Unterlaa ist eine denkmalgeschützte (Listeneintrag) Wegkapelle bzw. ein Bildstock oder Breitpfeiler aus der Spätbarockzeit und die ehemalige zweite Station des Kreuzwegs nach Maria Lanzendorf. Sie befindet sich im 10. Wiener Gemeindebezirk Favoriten, im Bezirksteil Unterlaa, nahe der Scheunenstraße 2.

## Bau und Geschichte
Der Bildstock wurde im Jahre 1774 von der Wiener Bürgerlichen Branntweininnung gestiftet. Er war damals die zweite Station des Kreuz- und Pilgerweges, der vom Süden Wiens nach Maria Lanzendorf führte. Die erste – heute nicht mehr existierende – Station befand sich im heutigen 4. Wiener Gemeindebezirk Wieden.
Bei der Auflassung des Kreuzweges wurde von der Gemeinde Unterlaa die Verpflichtung übernommen, den Bildstock zu erhalten. Das ursprünglich darin enthaltene Bild „Christus am Ölberg“ ist später durch ein bildgetreues Mosaik ersetzt worden. Das Bild und auch das Mosaik zeigen als Besonderheit einen aus den Wolken zuckenden Blitz als Sinnbild des dramatischen Geschehens. Das Originalbild befindet sich jetzt im Bezirksmuseum Favoriten.